# Operacja mińska
Operacja mińska (ros. Минская наступательная операция) – część Białoruskiej Strategicznej Ofensywy przeprowadzonej przez Armię Czerwoną latem 1944 roku, znaną jako operacja Bagration.

## Bitwa
Armie 2 Frontu Białoruskiego wspomagane jednostkami z pozostałych frontów białoruskich otoczyły w rejonie Mińska (na wschód od miasta) pięć korpusów niemieckiej 4 i 9 Armii. Z kolei sama stolica Białoruskiej SRR padła 3 lipca pod naporem 5 Gwardyjskiej Armii Pancernej, 11 Gwardyjskiej Armii oraz 31 Armii. Niemcy, pozostający zamknięci w „mińskim kotle” daremnie próbowali się wydostać z okrążenia, choć kilku formacjom 9 Armii ucieczka się udała. Ostatecznie 33, 49 i 50 Armia zmusiły 12 lipca do kapitulacji ocalałych 35 000 żołnierzy 4. i 9 Armii. W czasie wyzwolenia Mińska do niewoli dostało się 50 tys. niemieckich żołnierzy. 

### Wynik
Niemiecki front w obszarze działań Grupy Armii „Środek” przestał istnieć. Skala paniki i demoralizacji osiągnęła jeszcze nigdy niespotykane w niemieckich siłach zbrojnych rozmiary. Dodatkowo próbę „łatania frontu” i dyslokacji posiłków skutecznie uniemożliwiały bardzo rozbudowane już w tym czasie siły radzieckiej partyzantki.

### Operacja "Koncert"
Przeprowadzona na tyłach wroga Operacja "Koncert" miała wspierać postępujące wojska radzieckie. Operację "Koncert" rozpoczęto 19 września 1943 roku. Już w nocy, tego dnia wysadzono na Białorusi 19 903 linie kolejowe, a w nocy 25 września następne 19 809 linii kolejowych. W operacji tej udział wzięły elitarne jednostki Specnazu oraz 193 ugrupowania partyzantów. Ogólna liczba uczestników akcji przekroczyła 120 000 osób.  W wyniku całej operacji zniszczono 148 557 linii kolejowych, wykolejono kilkaset pociągów z wojskiem i amunicją oraz wysadzono setki mostów. Partyzanci nie mieli wystarczającej ilości materiałów wybuchowych do akcji tego typu, a w przeddzień operacji dostarczono tylko osiem ton dynamitu.
Rosjanie, idąc za ciosem ofensywy pod Mińskiem, 13 lipca rozpoczęli na obszarze Ukrainy operację lwowsko-sandomierską, spychając Grupę Armii „Północna Ukraina” za linię Karpat.

## Upamiętnienie
Od 1996 roku z inicjatywy Aleksandra Łukaszenki dzień zajęcia Mińska przez Armię Czerwoną - 3 lipca, jest obchodzony na Białorusi jako Dzień Niepodległości. Zastąpiło to dotychczasowe obchody z 27 lipca, upamiętniające uchwalenie Deklaracji suwerenności z 1990 r.